# Consolida mauritanica
Consolida mauritanica là một loài thực vật có hoa trong họ Mao lương. Loài này được (Coss.) Munz mô tả khoa học đầu tiên năm 1967.